# Seznam obyvatel Janáčkova nábřeží
Toto je seznam osobností, které na Janáčkově nábřeží žily v různých obdobích jeho existence (řazeny vzestupně podle čp. s uvedením současného i původního). Na konci řádku s uvedením doby pobytu.
126/1 (454/2)
- Anka Čekanová (1905–1965), tanečnice, pedagožka.[2] (1930–1950)
- Josef Srb Debrnov (1836–1904), spisovatel.[3] (1899–1904)
- Josef Fanta (1856–1954), architekt.[4] (1891–1903)
- Julie Fantová (1858–1908), mecenáška, sufražetka a feministka.[4] (1891–1903)
- Marie Fantová (1893–1963), novinářka a překladatelka.[4] (1893–1903)
- Vladimír Viktor Havlíček[5] (1909–1941), pilot RCAF.[6] (1921–1930)
- Karel Janšta (1912–1986), pilot RAF. (1945)
- Jindřich Jechental (1842–1899), podnikatel a stavitel.[7] (1878–1881), poté do roku 1889 v sousedním domě čp.133/61.
- Otakar Kukula (1867–1925), chirurg, vysokoškolský učitel, lékař, pedagog a patolog, rektor Univerzity Karlovy.[2] (1915–1925)
- František Mráz[8] (1816–1881) , generální ředitel Pražsko-duchcovské dráhy.[9] (1880–1881)
- Otakar Petřík[10] (1877–1955), advokát, prezident AC Sparta Praha a místopředseda Československého olympijského výboru.[11] (1915–1955)
- František Štambacher (1899–1986), starosta Velkých Pavlovic (1938–1946) a poválečný poslanec za Československou stranu lidovou. (1945–1947)
- Emanuel Viktor Voska (1875–1960), představitel prvního i druhého československého odboje a za první světové války agent tajné služby Spojených států amerických.[12] (1945–1946)

133/61 (480/3)
- Leopold Mareš[13] (1859–1957), zemský rada na Smíchově, autor článků o turistice a alpinismu.[14] (1889–1908)
- Ivan Hodáč (1910–1993), automobilový závodník. (1975–1993), předtím bydlel o několik domů vedle, Janáčkovo nábřeží čp. 713/33.

138/59 (453/4)
- Leo Borský (1883–1944), novinář a politik.[16] (1932–1939)
- Alois Elhenický (1844–1915), starosta Smíchova.[17] (1899–1915), před tím v čp. 478/39 (1881–1885) , poté v čp 477/41 (1885–1899).
- Bohumila Elhenická[18] (1848–1925), mecenáška, předsedkyně spolku pro podporu obětem nehod ve stavebnictví, manželka Aloise Elhenického.
- Osvald Kosek[19] (1876–1960), filmový podnikatel, producent, zakladatel a majitel pražských kin nebo automatu Koruna. [20] (1927–1939)
- Milada Paulová (1891–1970), profesorka dějin slovanských národů a byzantologie.[21] (1937–1970)
- Josef Pekař (1870–1937), spisovatel, historik.[22] (1935–1937)
- Josef Rak[23] (1837–1905), zpěvák, herec, kabaretiér, ředitele pěvecko-herecké společnosti.[24] (1904–1905)
- Jan Svoboda (1900–1943), právník, náčelník smíchovského Sokola, člen odboje.[25] (1909–1942), před tím bydlel v čp. 477/41. (1907–1909)

139/57 (452/5)
- Emil Sobička (1906–1990), právník, odbojář.[26] (1912–1990)
- Antonín Steinhilber[27] (1840–1896), výrobce rukavic, 1. majitel domu.[28] (1878–1896)

140/55 (467/6)
- Alois Filcík[29] (1841–1923), architekt, stavitel.[30] (1879–1923)
- Anna Honová (1926–2019), odbojářka, nositelka medaile „Za zásluhy o stát“.[31] (1943–1947)
- Emil Lauffer (1837–1909), malíř, pedagog.[32] (1880–1891) poté čp. 126/1 (1891–1909)
- Jindřich Kopřiva (1878–1937), generální ředitel České průmyslové banky, předseda LTC Praha, člen výboru SK Slavia. (1910–1937)
- Rudolf Krejčí (1860–1928), právník a státní úředník, odborový přednosta zemského správního výboru.[33] (1907–1928)
- Karel Krejčí (1904–1979), literární historik, slavista, syn Rudolfa Krejčího.[33] (1907–1929)
- Josefína Pepa Mařáková (1872–1907), malířka, dcera Julia Mařáka.[34] (1894–1903)
- Julius Eduard Mařák (1832–1899), malíř – krajinář, kreslíř a grafik.[34] (1888–1899)
- Josef Václav Myslbek (1848–1922), představitel monumentálního realismu a zakladatel novodobého českého sochařství.[35] (1890–1908)
- Růžena Pokorná[36] (1864–1951), malířka, dcera Marie a Karla Purkyně.[37] (1894–1951)
- Marie Purkyně[38] (1840–1914), socioložka a pedagožka, matka Růženy Pokorné.[39] (1894–1914)
- Jindříška Slavínská (1843–1908), herečka Národního divadla.[40] (1887–1908), před tím bydlela v čp. 479/37 (1886–1887)

157/53 (468/7)
- Marie Bendová[41] (1894–1935), akademická malířka.[42] (1897–1935)
- Karel Handzel (1885–1948), novinář, spisovatel a překladatel. (1929–1930)
- Zikmund Konečný[43] (1897–1987), československý legionář, diplomat, politický vězeň, vrchní ředitel Živnostenské banky.[44] (1938–1950)
- Bohuslav Leopold (1888–1956), houslista, kapelník, hudební skladatel a aranžér.(1920–1921)

- Josef Zítek (1832–1909), architekt, autor původního projektu Národního divadla.[45] (1882–1909)

39/51 (447/8)
- Vilém Černý[46] (1887–1957), právník, diplomat a nejbližší spolupracovník Jana Masaryka.[47] (1822–1926)
- Adolf Maixner (1877–1957), chirurg, gynekolog, osobní lékař prezidentů republiky v letech 1921–1945.[48] (1932–1957)
- František Adolf Šubert (1849–1915), dramatik, prozaik a divadelní historik.[49] (1911–1915)
- Emanuel Žák[50] (1863–1943), papežský komoří, arcibiskupský notář, pedagog, divadelní kritik.[51] (1913–1943)

471/49 (471/9)
- Růžena Doubková (1883–1973), majitelka módního salónu.[52] (1934–1973)
- Jiří Frejka (1904–1952), režisér, divadelní teoretik a pedagog.[53][54] (1935–1942)
- Jan Gellner (1907–2001), letecký navigátor, instruktor a pilot RCAF a navigátor 311. čs. bombardovací perutě RAF, advokát, horolezec a kanadský novinář. (1946–1947)
- Otakar Koldovský[55] (1930–1998), lékař a profesor fyziologie, emigrant po roce 1968.[56] (1934–1955, 1959–1968)
- Jana Krejcarová (1928–1981), básnířka, prozaička a výtvarnice. (1944)
- Ivan Medek (1925–2010), novinář, muzikolog, hudební publicista, hradní kancléř, teoretik a kritik.[57] (1940–1978)
- Mikuláš Medek (1926–1974), malíř.[57] (1940–1974)
- Emila Medková (1928–1985), fotografka, umělkyně.[57] (1951–1974)
- Georgine von Milinkovič (1913–1986), chorvatská operní mezzosopranistka českého původu. (1948)
- Christian Turnwald[27] (1839–1918), výrobce a prodejce rukavic, 1. majitel domu.[58] (1880–1918)
- Martin Vaváček (1902–1986), ředitel CK Čedok, odbojář a vězeň komunistického režimu, (1937–1939), později v čp. 474/45.[59] (1960–1975)

475/47 (475/10)
- Carl Ferdinand Cori ( (1896–1984), americko-český biochemik, vědec a pedagog, laureát Nobelovy ceny za fyziologii a lékařství. (1918–1920)
- Carl Isidor Cori (1865–1954), zoolog německé národnosti a rektor pražské Německé univerzity.[60] (1918–1946)
- Viktor von Latscher[61] (1844–1928), generálmajor.[62]
- Felix Mainx[63], (1900–1983) genetik, biolog a lékař. (1943–1946)
- Ella Modřická[64] (*1854), klavírní virtuoska.

474/45 (474/11)
- Otto Hojtaš[65] (1898–1942), výrobce a obchodník s vojenskými a galanterními potřebami, oběť holocaustu. (1938–1942).
- Antonín Hora (1859–1928), římskokatolický kněz, profesor teologické fakulty, pedagog.[66] (1912–1928), před tím čp. 138/59.[67] (1910–1912)
- Gustav Langendorf[68] (1872–1942), spoluvlastník společnosti Odkolek, oběť holocaustu, vlastník domu. (1929–1939)
- Kateřina Langendorfová (1906–2001), oční lékařka, emigrantka, dcera Gustava Langendorfa. (1933–1939)

476/43 (476/12)
- Hans Regina von Nack (1894–1976), novinář, spisovatel a překladatel.[69](1915–1946)
- Zdeněk Vančura[70] (1903–1974), profesor americké literatury, překladatel a ředitel Ústavu jazyků a literatur. (1969–1974)
- Josef Weis[71] (1902–1945), pracovník Radiojournalu, odbojář, zahynul, oběť nacismu.[72] (1904–1932)
- Karel Weis (1862–1944), hudební skladatel a sběratel lidových písní.[72] (1904–1944)
- Florian Zapletal (1884–1969), historik umění, novinář, fotograf a voják.[73] (1927–1935), poté bydlel na Janáčkovo nábřeží čp. 140/55 (1935–1939)

477/41 (477/13)
- Viktor Barvitius (1834–1902), malíř, představitel moderního realismu a počátků impresionismu, teoretik umění.[74] (1885–1902)
- Květa Pacovská (1928–2023), sochařka, ilustrátorka, grafička a pedagožka.[75] (1931–1934)
- Otto Pacovský[76] (1872–1943), operní zpěvák, továrník, oběť holocaustu.[75] (1931–1934)
- Otto Rydlo[77] (1896–1974), politik, lékárníka, místopředseda Českého abstinentního svazu, odbojář a politický vězeň.[78] (1941–1974)
- Otto Stránský[79] (1897–1943), majitel realit, vlastník továrny na výrobu metalurgických výrobků, oběť holocaustu. (1934–1939)
- Mojmír Vaněk (1911–1992), historik umění, muzikolog, osobní tajemník prezidenta Edvarda Beneše, politický vězeň komunistického režimu.[80] (1960–1969)
- Olga Vaňková - Frejková[81] (1905–1991), historička umění, manželka Mojmíra Vaňka, bývalá manželka Jiřího Frejky. (1942, 1950–1969)
- František Weyr (1879–1951), právní filosof, státovědec a statistik, spoluzakladatel, děkan a profesor brněnské právnické fakulty.[82] (1942–1945)

478/39 (478/14)
- Rudolf Dominik (1889-1951), děkan a profesor správní vědy a správního práva na Právnické fakultě Masarykovy univerzity v Brně, poslanec Národního shromáždění za Národní obec fašistickou. (1944–1945)
- Jaroslav Goll (1846–1929), historik, pedagog, diplomat, básník, spisovatel a překladatel.[83] (1882–1916), poté čp. 477/13. [84](1916–1922)
- František Grünthal (1888–1939), obchodník a spoluzakladatel společnosti Primosa. [85](1923–1935)
- Angelika Hanauerová (1943–2019), režisérka, signatářka Charty 77.[80] (1950–2000), poté čp. 885/3. (2000–2010)
- Josef Havránek[86] (1873–1930), vrchní technický ředitel Škodových závodů.[87] (1926–1930)
- Zdeňka Marie Havránková[87] (1879–1954), místopředsedkyně Golfového svazu ČSR, mecenáška.[87] (1926–1954)
- Eduard Hofman (1914–1987), tvůrce animovaných filmů zejména pro děti. (1954–1987)
- Jiří Klíma (1910–1979), právník, správce pozůstalosti svého otce Karla Zdeňka Klímy.[88] (1940–1979)
- Viktor Meisner[89] (1883–1950), fotograf a majitel ateliéru J. F. Langhans. (1939–1950)
- Gustav Meyrink (1868–1932), spisovatel.[90] (1893–1902)
- Arnošt Teltsch[91] (1887–1942), obchodník a oběť holocaustu. Investor a první obyvatel vily Václava Havla na Ořechovce. (1921–1929)

479/37 (479/15)
- Gabriel Čáp[92] (1873–1954), spisovatel, správce odkazu Jaroslava Vrchlického.[93](1892–1896)
- František Dastich (1895–1964), generál, diplomat.[80] (1945–1949)
- Jan Eisner (1885–1967), archeolog, profesor University Karlovy. (1948–1967)
- Pavel Eisner (1895–1974), klenotník, výrobce hodinek, podnikatel. (1930–1934), před tím v čp. 478/39. (1923–1930)
- Alfons Gabriel (1894–1975), rakouský geograf a cestovatel.[94] (1895–1903)
- Aloisie Halaburtová[95] (1888–1965), akademická malířka, učitelka a ilustrátorka.[96] (1908–1940)
- Václav Halaburt[97] (1891–1966), člen premonstrátského řádu, právník, vrchní komisař zemského úřadu na Smíchově.[98] (1908–1966)
- Paul Nettl (1889–1972), americký muzikolog a vysokoškolský pedagog.[99] (1920–1927)
- Zdislava Michlová[100] (1924–2016), úřednice, svědkyně úmrtí J. Masaryka. (1969–2014)
- Jan Picek[101] (1921–2007), spisovatel, legionář bojů o Tobruk a Dunkerque.[102] (1945–1969)
- Maxmilián Pirner (1854–1924), malíř, rektor Akademie výtvarných umění.[103] (1895–1924)
- Heinrich Rietsch (1860–1927), hudební vědec a skladatel, profesor hudební vědy na Německé univerzitě.[104] (1913–1927), před tím v čp. 1112/17. (1910–1913)
- Edita Saxlová[105] (1924–1953), přeživší Osvětim, sionistka a emigrantka do Izraele, vzdálený předobraz románu Arnošta Lustiga “Dita Saxová”. (1945)
- František Skalla[106] (1913–2007), přeživší vězeň v Osvětimi. (1945–1947).
- Pavel Skalla[107] (1908–1999), lékař, vězeň v Terezíně ředitel Fakultní nemocnice na Královských Vinohradech.[108] (1945–1952)
- Hermína Srbová (1866–1950), majitelka realit a sběratelka umění.[109] (1889–1950)
- Růžena Svobodová (1868–1920), spisovatelka.[110] (1892–1894)

91/35 (91/16)
- František Gel (Feigel) (1901–1972), novinář, rozhlasový zpravodaj, spisovatel literatury faktu a překladatel z angličtiny, němčiny a latiny.[111] (1945–1953)
- Jan Zeyer (1847–1903), architekt a stavitel tvořící ve stylu novorenesance.[112] (1891–1894)

713/33 (713/17)
- Jiří Frodl[113] (1925–1983), novinář a signatář Charty 77. [114](1974–1983)
- František Xaver Hodáč (1883–1943), politik a poslanec, publicista.[115] (1928–1943)
- Ivan Hodáč (1910–1993), automobilový závodník, důstojník československé armády, syn F. X. Hodače.[116] (1928–1975) pak bydlel v čp. 136/61. (1985–1993)
- Nataša Gollová (1912–1988), filmová, televizní a divadelní herečka, dcera F. X. Hodače.[117] (1928–1938) (1938–1947) (1950–1977)
- Karel Konstantin[118] (1903–1961), režisér, ředitel Janáčkova divadla, od r. 1947 manžel Nataši Gollové.[117] (1950–1961)

729/31 (729/18)
- Josef Hynie (1900–1989), lékař, zakladatel české sexuologické školy, přednosta Sexuologického ústavu v Praze.(1935–1980), před tím[119] (1930–1935) v čp. 1114/19.
- Kamil Krofta (1876–1945), historik, diplomat a politik.[120] (1905–1936)

1072/29 (1072/19)
- Jan Bartoš (1932–2014), divadelní a filmový herec a režisér.[121] (1969–2014)
- Vlastimil Blažek[122] (1878–1950), profesor a archivář státní konzervatoře v Praze, spoluzakladatel Mozartovy obce na Bertramce.[123] (1930–1950)
- Otakar Novák (1905–1984), literární historik, romanista, vysokoškolský profesor a překladatel z francouzštiny.[124] (1948–1984)
- Oldřich Pecl (1903–1950), právník, podnikatel, člen protikomunistické opozice a oběť justiční vraždy.[125] (1936–1944)
- Anna Milič Peclová (1906–1984), scenáristka, spisovatelka a manželka popraveného právníka Oldřicha Pecla. [125] (1936–1944)
- Jaroslav Werstadt (1888–1970), historik, publicista a odbojář.[126] (1945–1970)

1075/27 (1075/20)
- Jindra Adamec[127] (1903–1973), spisovatel, scenárista, skladatel, kabaretiér. (1943–1973)
- Josef Matěj Gottlieb (1882–1967), jevištní a kostýmní výtvarník, dlouholetý člen Národního divadla.[128] (1919–1939)
- Růžena Gotliebová[129] (1911–2012), herečka, tanečnice, choreografka a pedagožka.[130] (1919–1939)
- František Gottlieb[131] (1903–1974), básník, prozaik, právník a diplomat. (1925–1926)
- Helena Karvašová (1903–1993), právnička, manželka Imricha Karvaše (1903–1981), ekonom a politika, dcera Stanislava Růžičky. [80](1939–1942, 1949–1950)
- Miroslav Macháček (1922–1991), herec a divadelní režisér.(1949–1953)
- Emanuel Poche (1903–1987), historik umění, předseda Klubu Za starou Prahu.[132] (1939–1987) před tím čp. 1072/29.[133] (1905–1908)
- Stanislav Růžička (1872–1946), lékař, profesor a legionář. [134](1939–1946)
- Pavel Smutný (1888–1976), právník, přednosta Státního úřadu statistického.[135] (1918–1976)

1076/25 (1076/21)
- Václav Švambera (1866–1939), geograf a hydrolog, ředitel Geografického ústavu a děkan Přírodovědecké fakulty Univerzity Karlovy.[136] (1905–1910)

1101/23 (1101/22)
- Josef Abrhám (1939–2022), divadelní, filmový a televizní herec.[137] (1959–1999)
- Leopolda Dostalová (1879–1972), herečka, dlouholetá členka hereckého souboru činohry Národního divadla v Praze.[138] (1906–1931)
- Hana Dostalová (1890–1981), malířka, ilustrátorka, textilní a sklářská návrhářka.[139] (1912–1930), před tím v čp. 1076/25. (1908–1912)
- Karel Dostal (1884–1966), divadelní režisér a herec.[139] (1912–1919), před tím v čp. 1076/25 (1908–1912)
- Karel Dvořák (1893–1950), akademický sochař, manžel Leopoldy Dostalové. (1919–1931)
- Marie Horská, rozená Kallmünzerová, provdaná Dostalová (1847–1917), herečka.[139] (1912–1917), před tím v čp. 1076/25. (1908–1912)
- Václav Kliment (1862–1918), operní pěvec Národního divadla, manžel Leopoldy Dostalové.[140] (1906–1918)
- Emil Pollert (1877–1935), operní pěvec a herec.[141] (1912–1924)
- Jiří Rulf (1947–2007), básník, prozaik, literární kritik a publicista.[142] (1947–1969)
- Libuše Šafránková (1953–2021), filmová, televizní a divadelní herečka.[137] (1976–1999)
- Teodor Šrubař[143] (1917–1979), operní pěvec a pedagog.[144] (1941–1947)
- Jaroslav Tečz (1887–1951), hostinský, majitel místní restaurace U Tečzů.[145] (1921–1951)

1055/21 (1055/23)
- Vincenc Červinka (1877–1942), novinář, překladatel, šéfredaktor Národních listů, odbojář. [147](1911–1915)
- Stanislav Ježek[148] (1904–2001), malíř, ilustrátor, kurátor, grafik, fotograf.[149] (1940–1990)
- Bohumil Mathesius (1888–1952), básník, překladatel, editor, publicista a literární vědec. (1928–1932)
- Zdeněk Nejedlý (1878–1962), ministr školství, literární a hudební historik, muzikolog a vysokoškolský pedagog.[150] (1945–1962)
- Rudolf Richter (1883–1962), olympionik, atlet, cyklista a sportovní organizátor.[151] (1939–1951)
- Vojen Ložek (1925–2020), přírodovědec, odborník na přírodu kvartéru (čtvrtohor), zoolog-malakolog, dlouholetý ochránce přírody, spisovatel-publicista a pedagog.(1935–2004)

1114/19 (1114/24)
- Zdeněk Chalabala (1899–1962), dramatik, hudební pedagog a publicista, dirigent opery Národního divadla.[153] (1937–1962)
- Eva Klenová (1924–1998), herečka, překladatelka a spisovatelka, manželka Zdeňka Chalabaly. (1960–1998)
- Antonín Nedvěd[154](1897–1968), legionář a vrchní kontrolor Národní banky Československé, manžel Zdenky Zabylové. (1937–1968)
- Otakar Pompe (1878–1973), vládního rada a královský zemský sekretář. [155](1911–1973)
- Eduard Skarnitzl[156] (1894–1970), profesor farmakologie. (1915–1917)
- Zdenka Zabylová[157] (1903–1983), primabalerína Národního divadla.[158] (1937–1983)

1112/17 (1112/25)
- August Miřička (1863–1946), právník, profesor trestního práva a trestního řízení na Právnické fakultě Univerzity Karlovy.[159] (1912–1946)
- Věnceslav Švihovský[160] (1875–1957), redaktor a ředitel tiskové kanceláře, vydavatel a publicista. (1919)
- Josef Velflík[161] (1867–1943), plzeňský a pražský architekt, pedagog.[162] (1905–1943)

1115/15 (1115/26)
- Karel Engelmüller (1872–1950), spisovatel, dramatik, divadelní kritik a překladatel. [163](1906–1933)
- Lubomír Lipský (1923–2015), herec a komik.[164] (1951–1953)
- Ludvík Soyka[165] (1858–1935), vedoucí židovské obce na Smíchově. (1913–1935)
- Alice Theimer[166] (1894–1994), dcera Ludvíka Soyky, vězenkyně v Berger-Belsenu, exulantka. (1913–1923)
- Egon Zeis (1880–1955), soudce, místopředseda Nejvyššího správního soudu a člen Ústavního soudu Československé republiky.[167] (1911–1955)

1153/13 (1153/27)
- Karel Brejška[168] (1889–1972), právník, diplomat, pracovník Ministerstva zahraničí, exulant.[169] (1941–1952)
- Alois Dobner[170] (1890–1953), ředitel Vítkovických železáren, profesor Vysoké školy Báňské a oběť komunistického režimu.[171] (1934–1939), před tím čp. 1115/15 (1933–1934)
- Gustav Hubáček[172] (1857–1941), generální prokurátor Nejvyššího soudu v Brně, odborník v oblasti trestního soudnictví.[173] (1927–1941)
- Jan Mottl (1861–1940), masér, přírodní léčitel a provozovatel vegetariánské restaurace. [174](1911–1915)
- Zdenko Vaněk[175] (1924–2015), mikrobiolog, vedoucí oddělení biogeneze v Mikrobiologickém ústavu Československé akademie věd.[176] (1965–2010)

1211/11 (1211/28)
- Stanislava Konrádová – Břežková[177] (1916–2001), malířka a grafička.[178] (1945–2001)
- Jaromír Říha[179] (1901–1979), ředitel smíchovské továrny Ringhoffer-Tatra, vězeň komunismu. [180](1938–1979)
- Karel Veselý[181] (1921–2011), válečný veterán a hrdina bojů u Dunkerque, pedagog.[182] (1950–2011)
- Karel Wahl (1895–1942), ředitel kopřivnické Tatrovky, člena správní rady Závodů Ringhoffer-Tatra, účastníka II. odboje popravený za heydrichiády.[183](1939–1942)

84/9 (84/29)
- Alois Dyk[184] (1881–1971), nakladatel, ředitelský rada a spoluzakladatel sdružení výtvarníků Artěl.[185] (1909–1912)
- Arnošt Dvořák (1881–1933), dramatik a režisér.[186] (1919–1929)
- Ernst Feigl (1887–1957), divadelní dramatik. (1920–1922)
- Odolen Grégr[187] (1888–1945), syn Julia Grégra, zakladatel Pražské umělecké dílny, tajemník ministerstva železnic, padl během Pražského povstání .[188] (1920–1927)
- Erich Salzer (1903–1942), popraven za heydrichády.[189] (1913–1927)
- Richard Salzer (1875–1939), obchodník a psychografolog, otec Ericha Salzera. [190](1913–1936)

86/7 (86/30)
- Ladislav Čapek (1876–1954), architekt, stavitel, člen zakladatelské generace Církve československé husitské.[191] (1909–1914)
- Jiří Červený (1887–1962), kabaretiér, humorista, spisovatel a hudební skladatel.[192] (1925–1934)
- Soňa Červená (1925–2023), operní pěvkyně, držitelka Ceny Thálie 2004.[192] (1925–1934)
- Andrej Gjurič (1938–2015), spisovatel, psycholog, politik a poslanec.[193] (1938–1979)
- Bohumil Gregor (1926–2005), dirigent.[194] (1953–2005)
- Jan Jína (1890–1962), prvorepublikový politik a diplomat.[195] (1912–1950)
- Štěpán Jureček[196] (1877–1940), vojenský lékař, entomolog, legionář. (1928–1930)
- František Loskot (1888–1956),vysokoškolský profesor silničního stavitelství, projektant průmyslových a dopravních staveb.[197] (1933–1956)
- František Malínský (1850–1926), lékař, podnikatel a politik.[198] (1911–1923)
- František Naske (1884–1959), akademický malíř, dekoratér a ilustrátor. [199] (1910–1913)
- Růžena Nasková (1884–1960), herečka, dlouholetá členka Národního divadla v Praze.[199] (1910–1913)
- Otto Osten[200] (1895–1941), ředitel pojišťovny Viktoria, předseda jezdeckého klubu v Senohrabech, oběť holocaustu. (1921–1935)
- Hanuš Ringhoffer (1885–1946), průmyslník z rodiny Ringhofferů, poslední ředitel stejnojmenného koncernu. [201] (1910–1916)
- Bohumil Vacek[202] (1871–1965), lékař a ředitel Státního zdravotního ústavu a spoluzakladatel Československého červeného kříže. (1940–1965)
- Růžena Vacková (1901–1982), teoretička a historička umění, divadelní kritička a pedagožka, archeoložka.[203] (1967–1982)
- Václav Vaněk (1888–1942), náměstek ředitele Národní banky Československé, popraven během heydrichiády.[204] (1934–1942)
- Ludmila Vaňková (1927–2022), prozaička a autorka románů zejména s historickou tematikou.[205] (1934–1955)
- Josef Wenig (1885–1939), malíř, ilustrátor, jevištní výtvarník.[206] (1912–1939)

85/5 (85/31)
- Božena Effenberková[207] (1936–.2023), sólistka opery Národního divadla. (cca 1980–.2023)
- Božena Helclová[208] (1906–1997), herečka.[209] (1940–1952)
- Jan Knobloch[210] (1900–1997), vedoucí katedry chirurgie na lékařské fakultě UK v Praze.[211] (1935–1997)
- Olga Knoblochová (1933– 2023), kosmetička, první česká vizážistka a zakladatelka kosmetické značky Dermacol. (1963–1997)
- Jaroslav Kotas[212] (1909–1981), malíř, grafik a kreslíř.[213] (1947–1981)
- Ludvík Kuba (1863–1956), spisovatel a malíř, zakladatel slovanské hudební folkloristiky.[214] (1911–1915)
- Alice Nová[215] (1902–1967), fotografka, překladatelka, manželka Oldřicha Nového.[216] (1950–1964), před tím čp. 478/39 (1939–1945)
- Oldřich Albín Nový (1899–1983), herec, režisér, scenárista, dramaturg, zpěvák, divadelní ředitel a pedagog, manžel Alice Nové.[216] (1950–1964), před tím čp. 478/39 (1939–1945)
- Otakar Husák (1885–1964), generál, legionář, ministr obrany a vězeň nacistického i komunistického režimu.[217] (1919–1932)
- Adolf Wenig ml. (1912–1980), akademický malíř, jevištní a kostýmní výtvarník. (1957–1980)

885/3 (885/32)
- Josef Ingriš[218] (1880–1960), akademický malíř a stavební rada. (1905–1960)
- Bohumil Pour[219] (1905–1982), redaktor zeměměřičských časopisů, učitel, generální tajemník inženýrské komory.[220] (1950–1982)
- Vilém Rotnágl (1902–1990), právník, magistrátní rada, vězeň nacismu.[221](1931–1951)

843/1 (843/33)
- Eva Vrchlická (1888–1969), herečka, překladatelka, publicistka, dramatička, básnířka a spisovatelka.[222] (1912–1913)